# Пирогів Микола (командир полку)
Пирогів Микола (? — ?) — командир полку Дієвої Армії УНР.

## Біографія
Останнє звання у російській армії — підполковник.
У 1919 році — командир 21-го пішого ім. С. Наливайка полку Дієвої Армії УНР. Станом на 26 липня 1920 року — командир окремого загону 1-ї Запорізької дивізії Армії УНР.
Подальша доля невідома.